# Stiftelsen 1825
Stiftelsen 1825 är en politiskt obunden, ideell organisation som arbetar med frågor kring unga vuxnas psykiska hälsa. Stiftelsen arbetar med psykosocialt stöd och psykoterapi, kunskapsutveckling och påverkansarbete.
Stiftelsen är verksam i Stockholm i Sverige, med en fysisk samtalsmottagning på Fleminggatan 113 på Kungsholmen. Ordförande är Emma Claesson och generalsekreterare är Caroline Stiernstedt Sahlborn. Stiftelsen håller även i digital terapi och digitala stödsamtal. Majoriteten av stödverksamheten sker med hjälp av volontärer.
1825 har drivit projekt finansierade av Folkhälsomyndigheten, Jämställdhetsmyndigheten, Care About the Children och Allmänna arvsfonden.

## Mission och vision
Stiftelsen 1825 ger kvalificerat samtalsstöd och psykoterapeutisk behandling till unga vuxna på deras väg in i vuxenlivet. Stiftelsen ämnar bidra till samhällsförändring genom kunskapsutveckling och påverkansarbete gällande unga vuxnas livsvillkor, utmaningar och behov under denna livsfas. 1825:s vision är ett samhälle där unga vuxna får stöd för sitt psykiska mående, på sina villkor. Så att de kan må långsiktigt bra, utvecklas och vara huvudpersoner i sina egna liv.

## Historia
Stiftelsen grundades år 2019 under namnet Young Solidarity Foundation av Göran Carlson och Annika Sten Pärson. Stockholms Stadsmissions överlät sin dåvarande terapimottagning Ung Hälsa till stiftelsen, som drivit mottagningen sedan dess.